# یواس‌اس یانکتان (۱۸۹۳)
یواس‌اس یانکتان (۱۸۹۳) (به انگلیسی: USS Yankton (1893)) یک کشتی بود که طول آن ۱۸۵ فوت (۵۶ متر) بود.